# 200 meter häck
200 meter häck är en inofficiell friidrottsgren. Grenen var officiell OS-gren för män  1900 respektive  1904 men har inte haft mästerskapsstatus sedan dess även om den var vanligt förekommande på friidrottstävlingar åtminstone fram till 50-talet. Än idag arrangeras tävlingar på distansen men de är mindre vanligt förekommande idag.
Grenen består av 10 häckar som är 76,2 centimeter höga. Anledningen till att häckhöjden är så pass låg är att man ska kunna klara av en hög hastighet i kurvlöpningen.

## 200 meter häck för damer
80 meter häck för damer ersattes i slutet av 60-talet av 100 meter häck. Det fanns dock ingen motsvarighet till herrarnas 400 meter häck så man prövade under en period en slags "light-version", nämligen 200 meter häck. Det slog dock aldrig an och kom aldrig in på det internationella mästerskapsprogrammet. Men sträckan fick i alla fall status av officiell rekordgren under några år och det arrangerades SM på distansen mellan 1970 och 1973. Samtliga SM-guld vanns av Gun Eriksson-Olsson, IFK Helsingborg.
Det sista världsrekordet var 25,7 av Pamela Kilborn, Australien, satt 1971. Det sista svenska rekordet var 26,7 av Gun Eriksson-Olsson, även det satt 1971. Idag finns det i princip inga tävlingar längre för damer på distansen.
Den första häcken placeras 16,00 meter från starten. Avståndet mellan häckarna är 19,00 meter. Från sista häcken till målet är sträckan 13,00 meter.

## 200 meter häck för herrar
Det inofficiella världsrekordet på distansen är 22.55 satt 1995 av italienaren Laurent Ottoz (för övrigt son till den före detta europarekordhållaren på 110 meter häck - Eddy Ottoz). Det inofficiella svenska rekordet är 23.23 av Ulf Sedlacek, satt 1988. Den svenske rekordhållaren på 110 meter häck, Robert Kronberg, har noterat 23.34 som bäst.
Den första häcken placeras 18,29 meter från starten. Avståndet mellan häckarna är likaså 18,29 meter. Från sista häcken till målet är sträckan 17,10 meter.